# 余大成
余 大成（よ だいせい、生没年不詳）は、明代の官僚。字は集生、号は石衲。本貫は応天府江寧県。

## 生涯
1607年（万暦35年）、進士に及第した。兵部主事となった。1625年（天啓5年）、兵部職方郎中に進んだ。大学士劉一燝の私書を暴露して失脚させた。1626年（天啓6年）、魏忠賢に逆らって、官籍を削られて帰郷した。
1628年（崇禎元年）、太僕寺少卿として起用された。1631年（崇禎4年）、右副僉御史となり、山東巡撫をつとめた。白蓮教の乱が再発し、逃兵の変が起こったが、大成はいずれも対処できなかった。孔有徳が反乱を起こすと、大成は病にかこつけて数日姿を現さず、やむなく中軍の沈廷諭と参将の陶廷鑨が派遣されて防御にあたったが、いずれも敗走した。1632年（崇禎5年）1月、孔有徳が登州を陥落させると、登州総兵の張可大が戦死し、登萊巡撫の孫元化や参議の宋光蘭は捕らえられ、大成は萊州に逃げ込んだ。大成は罷免され、代わって徐従治が山東巡撫となった。大成は逮捕されて獄に下され、一兵卒として広東電白に流された。電白に向かう途中、東莞に立ち寄り、袁崇煥を祀って、慷慨嗚咽した。後に赦免されて郷里に帰り、家で死去した。著書に『剖肝録』・『四夢稿』があった。